# Myxomatóza

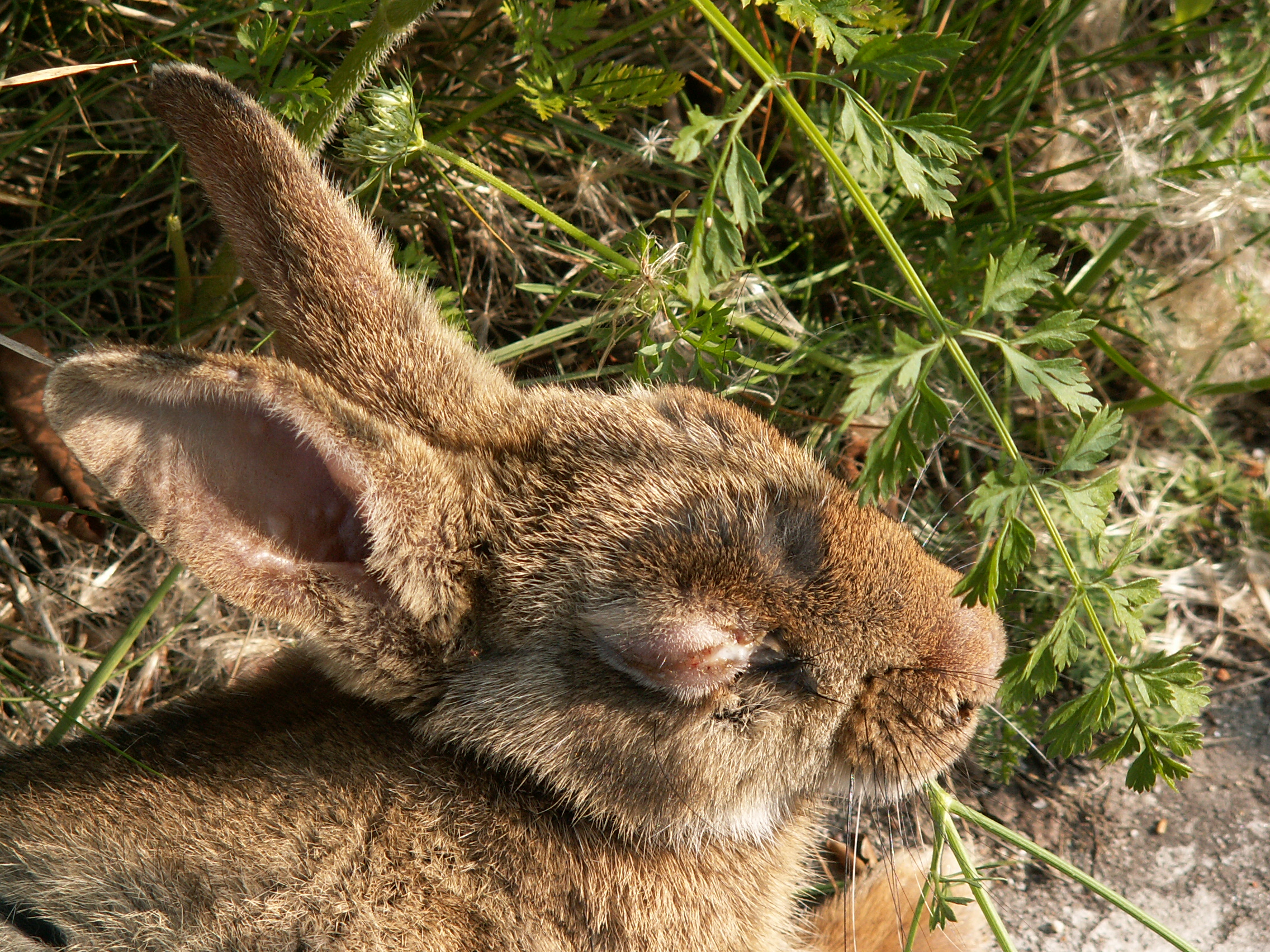
Hlava králíka postiženého myxomatózou

Myxomatóza je virové onemocnění králíků. Poprvé bylo zaznamenáno koncem 19. století v Uruguayi a v roce 1950 bylo uměle rozšířeno v Austrálii (o pár let později také ve Francii a v Chile) v rámci pokusu regulovat přemnožení tamní populace králíků, kteří ničili úrodu. Nedopatřeními se nemoc rozšířila po celém světě.
Jde o velice nakažlivé onemocnění způsobené leporipoxvirem. Přirozenými hostiteli viru jsou američtí králík lesní (Sylvilagus brasiliensis) a králík drobný (Sylvilagus bachmani). U nich má choroba obvykle mírný průběh. Nicméně devastující účinek má na evropské králíky divoké (Oryctolagus cuniculus), včetně králíků domácích, kdy ztráty dosahují i více než 90 %. Onemocnění se šíří především bodavým a krev sajícím hmyzem (komáři), v menší míře pak přímým kontaktem mezi králíky.
Inkubační doba je 7–9 dní. Při klasickém průběhu se nejdříve objeví otoky genitálií a řitního otvoru, poté víček s hnisavým výtokem (na obou očích zároveň), králíci mají teplotu, jsou apatičtí, přestávají přijímat potravu. Na různých místech těla se objevují pevné útvary – myxomy, po několika dnech nastává úhyn. V mrtvole virus přežívá v létě 7–10 dní, v zimě několik měsíců, v suché králičí kůži až 10 měsíců.
Proti nemoci existuje očkování, vakcinace je možná u mláďat ve věku od 6 týdnů – v případě nepříznivé nákazové situace, ale je nutné po 10. týdnu věku znovu přeočkovat. Lépe je tedy očkovat po 10. týdnu věku, kdy zůstává imunita delší dobu (půl roku). Vakcínu je možno míchat s vakcínou na mor, ale je nutné ji spotřebovat do několika málo hodin.
V dnešní době se může vyskytovat také odlišná forma myxomatózy tzv. amyxomatozní, která má mírnější průběh a projevuje se zánětem spojivek a dechovými obtížemi.
Králík, který přežije myxomatózu, se stává přenašečem.